# Asot
Asot (ukrainisch Азот; auch Tscherkassy Asot) ist einer der größten Hersteller von Stickstoffdünger in der Ukraine. Das Unternehmen ist Teil von Ostchem.

## Unternehmen
Die Chemiefabrik ist ein Teil der Ostchem Holding, die dem ukrainischen Oligarchen Dmytro Firtasch gehört. Zu dieser gehören Chemiefabriken in der Ukraine und einigen ehemaligen Sowjetrepubliken, die auf die Herstellung von Düngemitteln spezialisiert sind.
Der Bau der Chemiefabrik Asot begann 1962 und am 14. März 1965 wurde die erste Charge Düngemittel produziert. 
Die Fabrik befindet sich auf einem 500 Hektar großen Gelände am südlichen Stadtrand von Tscherkassy. Asot beschäftigt mehr als 6000 Mitarbeiter.

## Produktion
Die Anlagen können bis zu drei Millionen Tonnen Düngemittel pro Jahr produzieren. Teile der Produktion werden (Stand 2021) nach Asien, Europa und Amerika exportiert.
Zu den Produkten gehören:
- Ammoniakwasser
- Kommerzielles flüssiges Ammoniak
- Ammoniumnitrat 34,4 % N.
- Flüssiges Kohlendioxid
- Ionenaustauscherharze
- Caprolactam
- Harnstoff
- Ammoniumnitrat-Harnstoff-Lösung
- Ammoniumsulfat